# 腾冲柳
腾冲柳（学名：Salix tengchongensis）是杨柳科柳属的植物，是中国的特有植物。分布在中国大陆的云南等地，生长于海拔1,700米的地区，常生长在河边杂木林缘，目前尚未由人工引种栽培。
种加名 tengchongensis 意为“腾冲的”。